# Baysen-Eiche

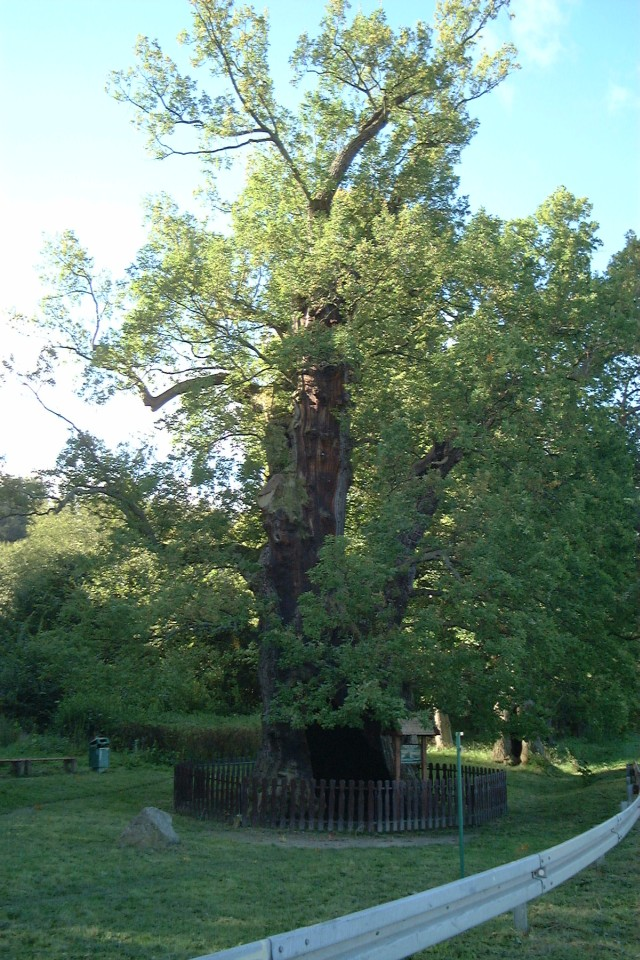
Baysen-Eiche

Die Baysen-Eiche (pl. Dąb Bażyńskiego) ist eine Stieleiche (Quercus robur) und ein Naturdenkmal im Dorf Kadyny (Cadinen) in der Gemeinde Tolkmicko (Tolkemit)  in der Woiwodschaft Ermland-Masuren in Polen nordöstlich von Elbląg (Elbing) am Frischen Haff an der Ostsee.
Sie zählt mit geschätzten 700 Jahren zu den ältesten Bäumen Polens. Bei einem Umfang von 10,03 m erreicht die Eiche eine Höhe von ca. 10,03 m.
Sie erhielt später den Namen des preußischen Gubernators (Gouverneur) Hans von Baysen (etwa 1390–1459), um diesen für seine Taten zu ehren und weil sie zu seinen Lebzeiten gepflanzt wurde.